# 锡耶县
锡耶县（法語：canton de Sciez）是法国上萨瓦省的一个县（省级选区），中央投票站位于锡耶。该县涵盖25个市镇。